# إريك زمور
إيريك زمور (بالفرنسية: Éric Zemmour، ولد في 31 أغسطس، 1958) هو كاتب وصحفي سياسي فرنسي، ولد في مونتروي (سين سان دوني). عمل مراسلًا لصحيفة لو فيجارو حتى 2009، ومنذ ذلك الوقت كان له عمود في مجلة فيجارو. وهو كذلك شخصية تلفزيونية ظهر في عدد من البرامج التلفزيونية منها On n'est pas couché في قناة فرنسا 2 بين 2006 و2011، وبرنامج Ça se dispute على i-Télé، ومن سبتمبر 2011، يشترك مع إريك نولو في استضافة البرنامج الحواري الأسبوعي Zemmour et Naulleau على قناة باريس بريمر Paris Première. وهو معروف بآرائه المعارضة لليبرالية ومواقفه الأصولية بالإضافة إلى جدليات كان طرفًا فيها في فرنسا.
صدر له كتاب الانتحار الفرنسي Le Suicide français، والذي أشار فيه زمور إلى الفرنسيين فقدوا الثقة بمستقبل بلادهم وأن الدولة ضعفت سيطرتها على بعد الأمور مثل القضايا المتعلقة بالمهاجرين.
في ديسمبر 2014، أنهت قناة i-Télé تعاملها مع إيريك زمور على أثر حوار له نُشر في صحيفة كوريري ديلا سيرا الإيطالية، والتي جاء فيها أن «للمسلمين قانونهم المدني وهو القرآن، والمسلمون يعيشون منغلقين على أنفسهم في الضواحي...التي أرغم الفرنسيون على مغادرتها». سأله المحاور عما إذا كان يقترح إذًا ترحيل خمسة ملايين مسلم فرنسي، فأجابه إريك زمور بالقول «أعرف طبعًا أن هذا الحل ليس واقعيًا، لكن من كان يتخيل أن يغادر مليون فرنسي من الأقدام السود الجزائر بعد الاستقلال أو أن يترك ما بين 5 و6 ملايين ألماني أوروبا الوسطى والشرقية حيث كانوا يعيشون منذ قرون». كذلك قال أن «حالة الشعب داخل الشعب هذه، والمسلمين بين الفرنسيين ستجرنا إلى حرب أهلية».
في سبتمبر 2016، وضمن لقاء في إحدى القنوات التليفزيونية الفرنسية، انتقد وزيرة العدل السابقة رشيدة داتي لإطلاقها اسم عربي على ابنتها. وقال إن تسميتها بزهرة يجعلها «أقل فرنسية» من الآخرين، كونه لا يأتي من قائمة الأسماء الفرنسية المسيحية الرسمية، كما وطالب بإعادة العمل بقانون يحدد أسماء المواليد المسموح بها في فرنسا، والذي ألغي عام 1993 بعد مئتي عام من العمل به. في المقابل وصفت داتي تصريحات إريك زمور «بالمرضية».
سبق له الفوز بجائزة كومبور شاتوبريان.

## نشأته
ولد إيرك زمور يوم 31 أغسطس 1958 في مدينة مونتروي شرق العاصمة الفرنسية باريس، تنحدر أصوله من عائلة جزائرية أمازيغية، هاجرت إلى فرنسا بعد اندلاع ثورة التحرير الجزائرية في خمسينيات القرن العشرين. نشأ في بلدة درانسي، ومراهقته في حي شاتو روج في قلب باريس.
التحق بمعهد الدراسات السياسية في العاصمة باريس عام 1979، بعد أن فشل لمرتين في امتحان الالتحاق بالمدرسة الوطنية العليا للإدارة.
بدأ نشاطه المهني كصحفي وكاتب في الصحف الفرنسية منها صحيفة "باريس اليوم" عام 1986، و"غلوب إيبدو" الأسبوعية، أصبح كاتب عمود سياسي ومراسلا في صحيفة "لوفيغارو" من عام 1996 حتى عام 2009. وعمل أيضا كاتباً حراً في مجلتي "ماريان" عام 1997 و"فالور أكتييل" عام 1999.

## الآراء السياسية والمجتمعية
عرف باعتباره يهودي يميني متطرف وبآرائه المعادية للإسلام والمسلمين منها ما ذكره في مقابلة أجراها مع القناة الفرنسية الثانية ضمن برنامج "نحن على المباشر"، قال زمور إنه لو صار رئيسا لفرنسا، سيمنع تسمية المواليد باسم محمد، وإنه سيفعل مع المسلمين ما فعله نابليون بونابارت مع اليهود أيام الثورة الفرنسية، عندما أصدر قانونا عام 1803 منع فيه تسمية المواليد بأسماء غير فرنسية، وبقي ساريا حتى عام 1993.
ما أعلنه في حملته في الانتخابات الرئاسية الفرنسية لعام 2022 بدعوى طرد المسلمين والمهاجرين الأجانب واعتبرهم "أساس مشاكل الجمهورية الفرنسية"، وجعلهم عنوان دعايته الانتخابية، وتضمن برنامجه الانتخابي حظرا لارتداء جميع الألبسة التي تحمل رموزا إسلامية ومنها الحجاب في الساحات العامة، إضافة إلى منع بناء المآذن والمساجد، وحظر جماعة الإخوان المسلمين،
أعلن عن وقوفه إلى جانب إسرائيل على خلفية الحرب الإسرائيلية على غزة عقب زيارته لإسرائيل يوم 30 نوفمبر 2023، زعم أن القرآن أساس معاداة السامية وكره اليهود، وصف الصراع بأنه "معركة حضارتنا"، ودعا إلى فرض حظر على جماعة الإخوان المسلمين في فرنسا.
ادلى في ظهور مباشر على البرنامج التلفزيوني الفرنسي “C à Vous” في سبتمبر 2016، صرح خلاله ترويج لكتابه في ذلك الوقت، أن جميع المسلمين ينظر إلى "الجهاديين" على أنهم "مسلمون صالحون". وأن فرنسا تشهد غزو وأحياء لا حصر لها بها العديد من الشابات محجبات، وإن المسلمين الفرنسيين يجب أن يُتاح لهم الاختيار بين الإسلام وفرنسا لذا إذا كانوا فرنسيين عليهم أن يتخلوا عن دينهم".
تمت مقاضاته وإدانته من قبل محكمة جنائية باريسية عام 2017، وفرضت عليه دفع غرامة قدرها 5000 يورو بتهمة "التحريض على التمييز أو الكراهية أو العنف ضد مجموعة على أساس أصلها أو انتمائها إلى دين ما"، تم تخفيض الغرامة إلى 3000 يورو عند الاستئناف. ثم قام بإحالة الأمر إلى المحكمة العليا في فرنسا، بحجة أن تصريحاته تقع ضمن نطاق حرية التعبير. عندما تم رفض هذا الطلب الأول، استأنف أمام المحكمة الأوروبية لحقوق الإنسان، التي رفضت هي الآخرى استئنافه على الإدانة في فرنسا بتهمة "التحريض على التمييز والكراهية الدينية" بسبب تعليقات استهدفت الجالية المسلمة الفرنسية.

## حياته الشخصية
تزوج من المحامية ميلين شيشبورتيش عام 1982، وأنجبا 3 أطفال.

## روابط خارجية
- إريك زمور على موقع IMDb (الإنجليزية)
- إريك زمور على موقع روتن توميتوز (الإنجليزية)
- إريك زمور على موقع ألو سيني (الفرنسية)
- إريك زمور على موقع قاعدة بيانات الفيلم (الإنجليزية)